# Mierzenzin

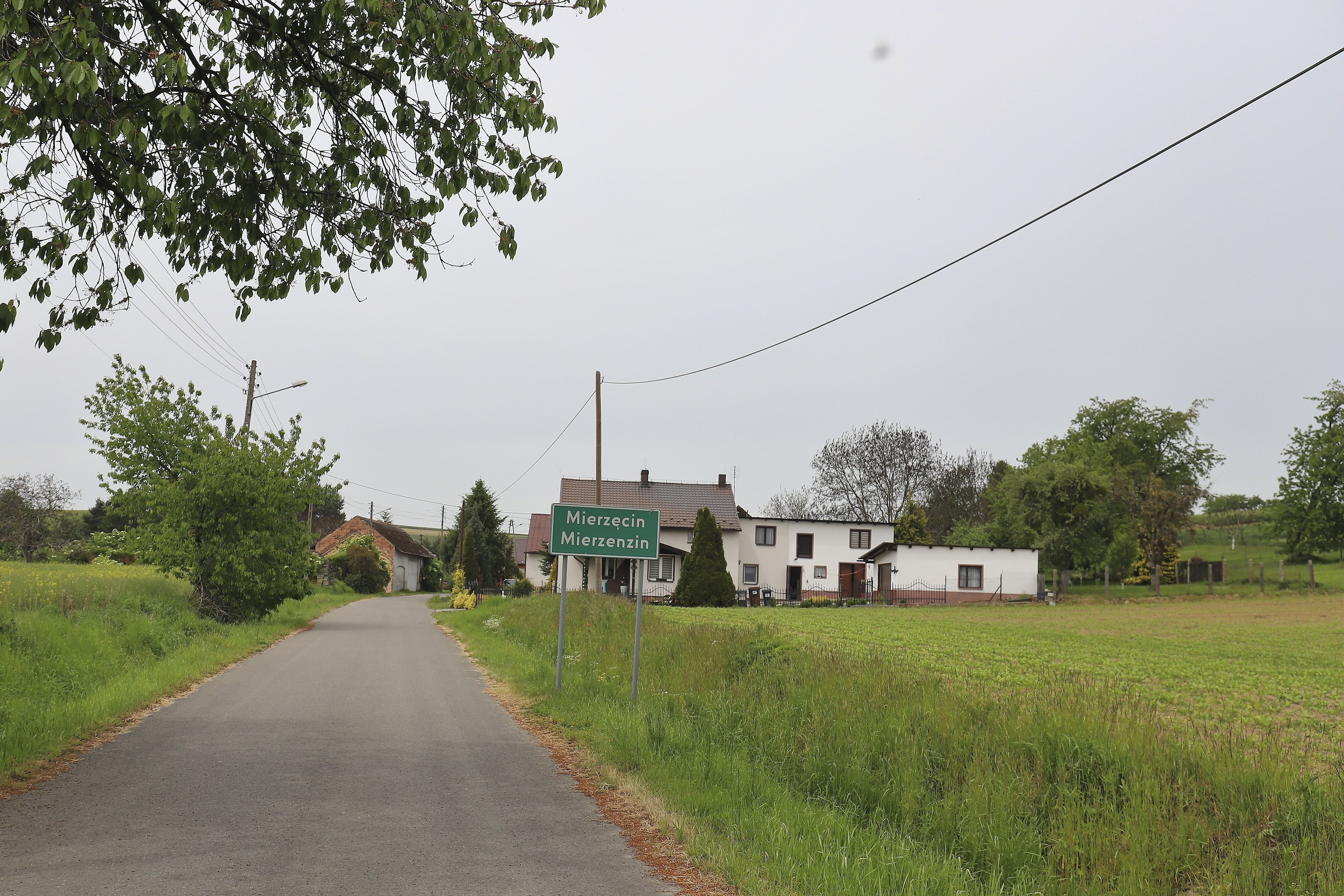
Ortseingang

Mierzenzin, polnisch Mierzęcin ist eine Ortschaft in Oberschlesien in Polen. Sie liegt in der Gemeinde Groß Neukirch (Polska Cerekiew) im Powiat Kędzierzyńsko-Kozielski (Landkreis Kandrzin-Cosel) in der Woiwodschaft Opole.

## Geschichte
Der Ort wurde 1783 im Buch Beyträge zur Beschreibung von Schlesien als Mierzenzin erwähnt und war damals ein Vorwerk, das zu Wronin gehörte. Wronin war im Besitz des Grafen von Sedlnitzky. 1865 wurde der Ort als Miersentin erwähnt.
Mierzenzin verblieb nach der Teilung Oberschlesiens beim Deutschen Reich. 1939 wurde der Ort im Zuge einer Welle von Ortsumbenennungen der NS-Zeit in Kolonie Friedrichsdorf umbenannt. Bis 1945 befand sich der Ort im Landkreis Cosel.
Infolge des Zweiten Weltkrieges kam der Ort 1945 unter polnische Verwaltung und wurde anschließend der Woiwodschaft Schlesien angeschlossen und in Mierzęcin umbenannt. Der Landkreis Cosel wurde in Powiat Kozielski umbenannt. 1950 kam der Ort zur Woiwodschaft Opole. 1975 wurde der Powiat Kozielski aufgelöst. 1999 kam der Ort zum neugegründeten Powiat Kędzierzyńsko-Kozielski. Am 29. April 2011 erhielt der Ort zusätzlich den amtlichen deutschen Ortsnamen Mierzenzin.